# جو دیل
جو دیل (انگلیسی: Joe Dale; ۳ ژوئیهٔ ۱۹۲۱ – ۱۱ سپتامبر ۲۰۰۰) بازیکن فوتبال اهل بریتانیا بود.
از باشگاه‌هایی که در آن بازی کرده‌است می‌توان به باشگاه فوتبال ویتون آلبیون، باشگاه فوتبال پورت ویل، و باشگاه فوتبال منچستر یونایتد اشاره کرد.